# Dirk Enzmann
Dirk Enzmann, né en 1955, est un psychologue-chercheur spécialisé dans le domaine de la cognition, du développement personnel, du travail et de l’épuisement professionnel.

## Principale bibliographie
- (en) avec Wilmar Schaufeli, The Burnout Companion to Study and Practice: A Critical Analysis (Issues in Occupational Health), Taylor & Francis, 1998
- (en) (en) Juvenile delinquency in Europe and Beyond : results of the second international self-report delinquency report, New-York, Londres, Springer, 2009 (OCLC 663094050)